# اچ‌ام‌اس کلوزئوس (۱۹۱۰)
اچ‌ام‌اس کلوزئوس (۱۹۱۰) (به انگلیسی: HMS Colossus (1910)) یک کشتی بود که طول آن ۵۴۶ فوت (۱۶۶ متر) بود. این کشتی در سال ۱۹۱۰ ساخته شد.